# American Community Survey
O American Community Survey (ACS) é um programa de pesquisa demográfica conduzido pelo US Census Bureau dos Estados Unidos. Ele reúne regularmente informações anteriormente contidas apenas na forma longa do censo decenal, como ascendência, cidadania, escolaridade, renda, proficiência linguística, migração, deficiência, emprego e características de moradia. Esses dados são usados por muitas partes interessadas do setor público, do setor privado e sem fins lucrativos para alocar fundos, acompanhar mudanças demográficas, planejar emergências e aprender sobre as comunidades locais.